# Comunitats Balears a l'Exterior
Comunitats Balears a l'Exterior són els grups d'emigrants de les Illes Balears i els seus descendents, residents a l'estranger. S'agrupen en les Cases Balears de l'Exterior, associacions sense ànim de lucre i amb personalitat jurídica.
L'origen d'aquestes institucions es vincula amb l'emigració que s'inicia en el segle xviii, i adquireix un caràcter massiu a fins del segle xix i primeres dècades del xx. En l'actualitat existeixen 23 cases distribuïdes a Amèrica Llatina i Europa. A Uruguai existeix un centre balear; a Argentina hi ha 12 les cases repartides a les províncies de Buenos Aires, Santa Fe, Còrdoba i Mendoza. Al Carib hi ha cases a Santo Domingo, Cuba, Puerto Rico, Veneçuela i Mèxic. A Europa, hi ha centres a Berlín, Madrid i Barcelona.
Des del 1992 han rebut el reconeixement del Govern de les Illes Balears. Mitjançant subvencions i convenis atén les sol·licituds de documentació (partida de naixença, matrimoni, etc.), promou viatges de tornada per a joves, adults i majors, i coordina el desenvolupament de cursos de llengua catalana i conferències amb el suport de la Universitat de les Illes Balears (UIB) i la Fundació Càtedra Iberoamericana (FCI). El 1994 van rebre la Medalla d'Or de la Comunitat Autònoma de les Illes Balears.